# 대답해 주세요
"대답해 주세요"(영어: Answer My Question)는 1970년 공개된 대한민국의 영화이다.

## 배역
- 윤정희
- 남궁원
- 이낙훈
- 박병호
- 한은진
- 황정순
- 배수일